# Psalm 8
Psalm 8 is een psalm in Psalmen in de Hebreeuwse Bijbel. Het is een zogenoemde psalm van David, dat wil zeggen dat de psalm in de traditie wordt toegeschreven aan koning David. 

## Opschrift
Het opschrift luidt in de Nederlandse vertaling "Voor de koorleider. Op de wijs van De Gatitische. Een psalm van David." Samen met psalmen 81 en 84 bevat dit opschrift het woord Gittith (גתית), waarvan de exacte betekenis niet helemaal helder is. De letterlijke betekenis van het Hebreeuwse woord is wijnpers. Vermoedelijk draait het echter om een muzikale aanwijzing in relatie tot de specifieke melodie waarop de psalm oorspronkelijk gezongen werd.
In het Latijn draagt de psalm de naam Domine Dominus noster.

## Inhoud
Psalm 8 wordt soms getypeerd als 'scheppingspsalm', waarin God als heerser over zijn eigen schepping geprezen wordt. In die zin kan de psalm ook getypeerd worden als lofpsalm.
De mens als schepsel wordt in vers 6 en 7 weergegeven als 'bijna god'. Een tekst die inhoudelijk gelijkenissen vertoont met Psalm 110:1, en in het Nieuwe Testament en in combinatie hiermee terugkomt in 1 Korintiërs 15:27. Beide psalmen keren eveneens terug in Hebreeën 10:13. Verder citeerde Jezus volgens Matteüs 21:16 Psalm 8:3.

## Gebruik

### Jodendom
Onder meer tijdens Simchat Thora en Kleine Verzoendag en bij de Ma'ariew wordt Psalm 8 geciteerd.

### Getijdengebeden in het christendom
In de getijdengebeden van de Rooms-Katholieke Kerk wordt Psalm 8 in de lauden gezonden.

### Muziek

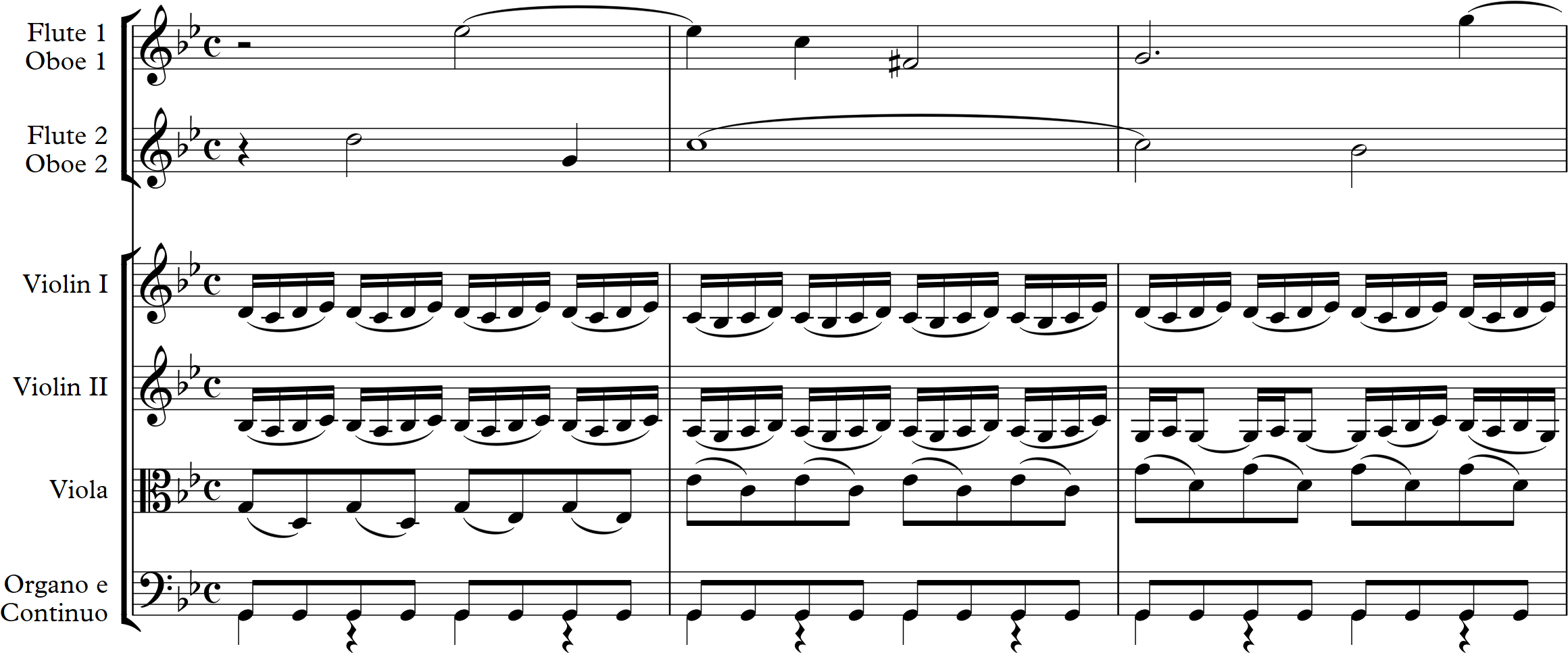
Openingskoor Johannes-Passion

- Heinrich Schütz, Psalm 8: Herr, unser Herrscher (SWV 449)
- J.S. Bach: Openingskoor van de Johannes-Passion (BWV 245)

1 · 2 · 3 · 4 · 5 · 6 · 7 · 8 · 9 · 10 · 11 · 12 · 13 · 14 · 15 · 16 · 17 · 18 · 19 · 20 · 21 · 22 · 23 · 24 · 25 · 26 · 27 · 28 · 29 · 30 · 31 · 32 · 33 · 34 · 35 · 36 · 37 · 38 · 39 · 40 · 41 · 42 · 43 · 44 · 45 · 46 · 47 · 48 · 49 · 50 · 51 · 52 · 53 · 54 · 55 · 56 · 57 · 58 · 59 · 60 · 61 · 62 · 63 · 64 · 65 · 66 · 67 · 68 · 69 · 70 · 71 · 72 · 73 · 74 · 75 · 76 · 77 · 78 · 79 · 80 · 81 · 82 · 83 · 84 · 85 · 86 · 87 · 88 · 89 · 90 · 91 · 92 · 93 · 94 · 95 · 96 · 97 · 98 · 99 · 100 · 101 · 102 · 103 · 104 · 105 · 106 · 107 · 108 · 109 · 110 · 111 · 112 · 113 · 114 · 115 · 116 · 117 · 118 · 119 · 120 · 121 · 122 · 123 · 124 · 125 · 126 · 127 · 128 · 129 · 130 · 131 · 132 · 133 · 134 · 135 · 136 · 137 · 138 · 139 · 140 · 141 · 142 · 143 · 144 · 145 · 146 · 147 · 148 · 149 · 150 · 151